# Абзаковский сельсовет (Белорецкий район)
Абзаковский сельсовет — сельское поселение в Белорецком районе Башкортостана Российской Федерации.
Административный центр — село Абзаково.

## История
В 2004 году Законом Республики Башкортостан в Абзаковский сельсовет передана часть территории Баимовского сельсовета Абзелиловского района и часть территории Казаккуловского сельсовета Учалинского района:

1. Изменить границы Абзелиловского района, Баимовского сельсовета Абзелиловского района, Белорецкого района, Абзаковского сельсовета Белорецкого района согласно представленной схематической карте, передав часть территории площадью 2683 га Баимовского сельсовета Абзелиловского района в состав территории Абзаковского сельсовета Белорецкого района.

28. Изменить границы Учалинского района, Казаккуловского сельсовета Учалинского района, Белорецкого района, Абзаковского сельсовета Белорецкого района согласно представленной схематической карте, передав часть территории площадью 2194 га Казаккуловского сельсовета Учалинского района в состав территории Абзаковского сельсовета Белорецкого района.

## Население
| 1961  | 1969  | 2002  | 2009  | 2010  | 2012  | 2013  |
| ----- | ----- | ----- | ----- | ----- | ----- | ----- |
| 1915  | ↘1821 | ↗1952 | ↗2363 | ↘1935 | ↗1971 | ↗1982 |
| 2014  | 2015  | 2016  | 2017  |       |       |       |
| ↗2003 | ↗2027 | ↗2042 | ↘2037 |       |       |       |

## Состав сельского поселения
| № | Населённый пункт | Тип населённого пункта       | Население |
| - | ---------------- | ---------------------------- | --------- |
| 1 | Абзаково         | село, административный центр | ↘1331     |
| 2 | Новоабзаково     | село                         | ↘295      |
| 3 | Мухаметово       | деревня                      | ↘213      |
| 4 | Уралтау          | село                         | ↘78       |
| 5 | Касмакты         | деревня                      | ↘14       |
| 6 | Карагайлы        | деревня                      | ↘4        |